# Church Stretton
Church Stretton is een civil parish in het bestuurlijke gebied South Shropshire, in het Engelse graafschap Shropshire. De plaats telt 4671 inwoners.

## Geboren
- Alison Williamson (3 november 1971), handboogschutster

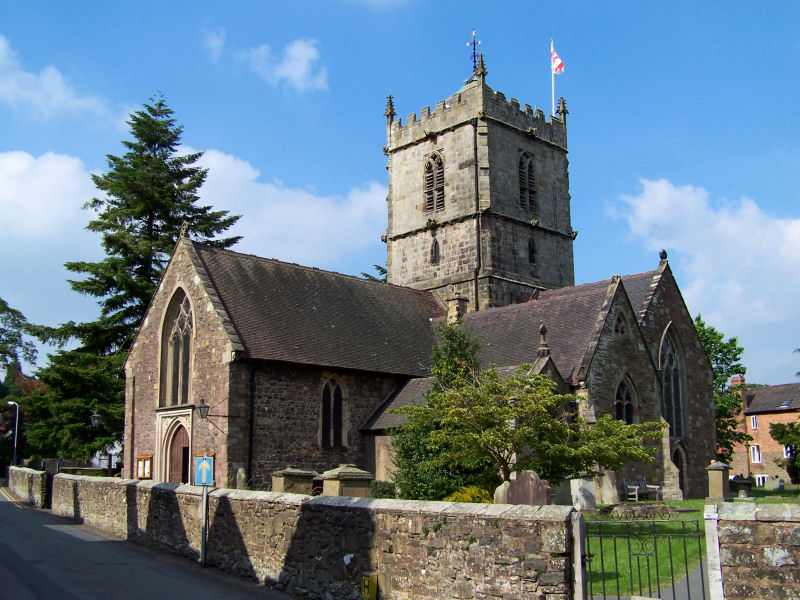
Kerk St. Laurence